# Медаль «Десятиліття здобутої незалежності»
Медаль Десятиліття здобутої незалежності — польська відомча цивільна відзнака, встановлена постановою Ради міністрів від 27 вересня 1928 р. На ознаменування десятої річниці повернення незалежності

## Історія
Нагорода призначалась для осіб, які десять років (з листопада 1918 по листопад 1928 роки) бездоганно виконували свій військовий і громадянський обов'язок (служили в польських збройних силах або, принаймні, 5 років працювали в державному або місцевому органі влади чи інших громадських установах).
Перше нагородження медаллю відбулося 3 листопада 1928 року.
Нагородження носило масовий характер.

## Опис нагороди
Знаком медалі - була кругла медаль діаметром 35 мм, виготовлена з бронзи. На аверсі зображено зображення профілю голови маршала Юзефа Пілсудського. На реверсі викарбовано  дати: 1918 - 1928 рр., А над ними зображений плугарь з плугом, що видаляє осот - як символ розпочатої роботи з нуля,  за ним проростає молодий дуб як символ міцності та довголіття. 
Медаль була підвішена на стрічці шириною 38 мм у світло-блакитному кольорі.

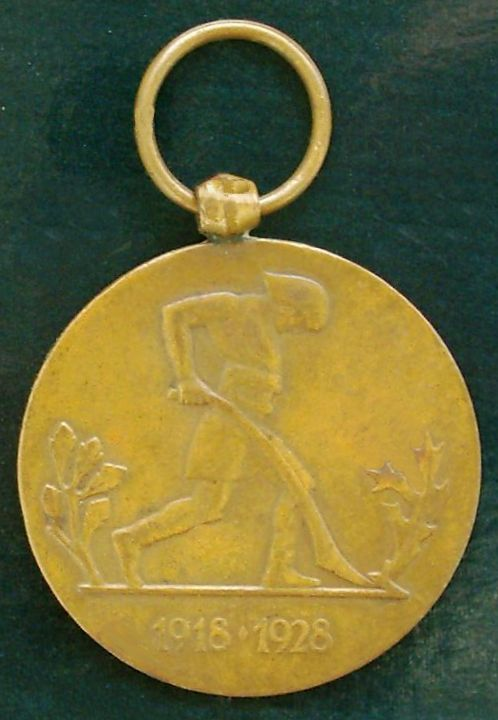
Реверс медалі

Серед перших нагороджених в Польській Армії були генерали: Станіслав Врублевський, Станіслав Тачак, Даніель Конаржевський, Генерал Людвік Данець та Станіслав Галл – єпископ Польської армії. Медаль також було присуджено 400 священикам, які служили військовими капеланами або "за участь у духовних чи санітарних цілях".
Початок Другої світової війни та спільної агресії Третього Рейху й Радянської Росії проти Польщі у вересні 1939 року припинила існування та видачу медалі. Польська влада у
вигнанні не продовжила її присудження. Медаль, введена як «санація», і на додаток до образу маршала Юзефа Пілсудського, батька незалежності Польщі, було неприйнятним для
нової влади Другої Польської Республіки. Ця медаль також не була включена до нової системи еміграції та системи відмінностей Другої світової війни.
Встановити точну кількість осіб, яких нагородили Медаллю немає можливості. Не було збережено жодного сукупного списку або списку нагороджених осіб. У Малому Статистичному Щорічнику знаходимо лише відомості про вручення медалі:
у Варшаві – 4 600 медалей, у Львові – 4 600, в Познані – 1300. (у ці данні не включали посмертне нагородження.) 
на сьогоднішній день оцінюється приблизно в 40 000 осіб (та приблизно 60 000 цивільних працівників).